# 扎加罗洛
扎加罗洛（義大利語：Zagarolo），是意大利拉齐奥大区罗马首都广域市的一个市镇。总面积28.82平方公里，人口17328人，人口密度601.2人/平方公里（2009年） 。ISTAT代码为058114。